# Capitania de Porto Seguro
A Capitania de Porto Seguro foi uma das subdivisões administrativas do território brasileiro no período colonial da América Portuguesa (1500-1815), criada em 1534 junto com mais treze regiões hereditárias (1534–1548), entregues pelo rei de Portugal, Dom João III, a donatários em regime de hereditariedade. Esta capitania coube ao donatário Pero do Campo Tourinho. 
A carta de candidatura de Pero do Campo foi assinada em 27 de maio de 1534. A capitania era constituída por 50 léguas de costa entre a foz do rio Mucuri (na fronteira com a capitania do Espírito Santo) e a foz do rio Poxim (na época, rio Coxim), na fronteira com a capitania de Ilhéus. Eduardo Tourinho, autor baiano que, do donatário, guarda o nome (através de Pero de Campos Tourinho, neto do donatário e deão da sé da Bahia), afirma que "na extensão de suas 50 léguas, estendia-se da margem sul do rio Grande, Jequitinhonha ou Belmonte, à margem norte do rio Doce" e "começarão na parte onde se acabarão as 50 léguas de que tenho feito mercê a Jorge de Figueiredo Correia na dita costa do Brasil", dizia o rei.
Tinha solo de ótima qualidade para o cultivo da cana-de-açúcar (sempre com mão de obra escrava), muitos rios e muito pau-brasil. Eduardo Tourinho explica:
| “ | Nos limites com Ilhéus, tinha muita ibirapitanga (pau-brasil), e, no rio Caravelas, muito nimbo (zimbo), aqueles búzios miudinhos que, em Angola, se transformavam em dinheiro e que, daqui, iam em barricas para o resgate de escravos. | ” |

Pernambuco e São Vicente foram as únicas capitanias que prosperaram no período colonial.

## História

### Antecedentes
A colonização européia na América foi efetivamente iniciada em 1534, quando o rei Dom João III dividiu o território em quatorze capitanias hereditárias (administração do território colonial português) que foram doadas a doze capitães-donatários (vassalos), que podiam explorar os recursos da terra, mas em contra-partida deveriam povoar e proteger as regiões, onde os direitos e deveres dos donatários eram regulamentados pelas Cartas de Foral.
O sistema de capitanias já era empregado pelo Império Português nas ilhas da Madeira e de Cabo Verde desde o século XV. Em carta dirigida a Martim Afonso de Sousa em 1532, Dom João III comunicou a decisão de dividir o território português, assim em 1534 efetivou as primeiras doações.
Existem três possíveis fatores para a adoção do sistema de capitanias no Brasil: uma resposta da monarquia portuguesa ante a ameaça da França ao seu projeto de domínio na América; transferência dos gastos com a colonização que deixavam de ser do Estado e passavam para os donatários, favorecendo a Coroa em um contexto de escassez de recursos; conversão da população nativa ao cristianismo, dando continuidade ao ideal da Cruzadas.

### Origens
Um dos fatores que estimularam a colonização portuguesa do litoral brasileiro foi a ação catequizadora das ordens religiosas. Os franciscanos foram os primeiros a estabelecer contacto com aquele trecho do litoral, já que, na expedição de Pedro Álvares Cabral, vinham oito religiosos daquela ordem, chefiados pelo padre frei Henrique de Coimbra, que seguiram para a Índia.
Por volta de 1516 chegaram a Porto Seguro dois missionários da Província de São Francisco de Portugal, que desenvolveram a catequese entre os tupiniquins e a assistência religiosa aos colonos, soldados e degredados portugueses. Foram eles que construíram a primeira igreja católica no país, dedicada a São Francisco de Assis e localizada no Outeiro da Glória, na parte alta da cidade. Hoje, desaparecida.
De Porto Seguro partiram, ainda no século XVI, várias entradas de desbravamento do sertão, embora não tenham chegado a criar povoações. Dentre as mais notáveis, destacam-se:
- a de Francisco Bruza de Espinosa (1553), que acompanhava o padre jesuíta João de Azpilcueta Navarro. Supostamente, explorou a bacia do rio Jequitinhonha, as cabeceiras do rio Pardo e do rio das Velhas, alcançando o rio São Francisco;
- a de Martim de Carvalho (1567), que subiu o rio Jequitinhonha, chegando à serra de Itacambira, onde descobriu areias auríferas;
- a de Sebastião Fernandes Tourinho (1572) explorou o vale do rio Doce, tendo, possivelmente, chegado até a atual Diamantina; e
- a de Antônio Dias Adorno (1574), que, partindo de Salvador por mar, penetrou no rio Caravelas e, por terra, chegou ao vale do rio Mucuri, alcançando terras do atual estado de Minas Gerais.

O escritor português Gabriel Soares de Sousa relatou que, em 1587, a capitania de Porto Seguro estava destruída e praticamente despovoada por causa dos ataques dos índios aimorés aos colonos portugueses e seus escravos.
Em meados do século XVIII, foram reincorporadas à Coroa Portuguesa a Capitania de Ilhéus (1761), a de Porto Seguro (1761), a Capitania de Itaparica e Tamarandiva (1793) e a Capitania do Paraguaçu (1766),  que, juntamente com a que pertencera a Francisco Pereira Coutinho e que fora incorporada em 1548 para a criação da sede do Governo Geral, formaram a grande Capitania da Bahia, cujo território correspondia, praticamente, aos atuais Estados da Bahia e Sergipe.